# Таунсенд, Чарлз, 8-й маркиз Таунсенд
Чарлз Джордж Таунсенд, 8-й маркиз Таунсенд (англ. Charles Townshend, 8th Marquess Townshend; род. 26 сентября 1945 года) — британский пэр. С 1945 по 2010 год он носил титул учтивости — виконт Рейнхэм.

## Биография
Родился 26 сентября 1945 года. Старший сын Джорджа Таунсенда, 7-го маркиза Таунсенда (1916—2010), и его первой жены Элизабет Памелы Одри Луби (? — 1989), дочери генерал-полковника Томаса Луби. Он носил титул виконта Рейнхема, пока не стал преемником своего отца 23 апреля 2010 года. Получил образование в Итонском колледже.

## Семья
9 октября 1975 года Чарльз Джордж Таунсенд женился первым браком на Гермионе Понсонби (23 января 1945—1985), дочери лейтенанта, достопочтенного Роберта Мартина Доминика Понсонби (1911—1995), погибшего в автомобильной катастрофе в 1995 году, и Дороти Эдит Джейн Лейн. У супругов было двое детей:
- Томас Чарльз Таунсенд, виконт Рейнхэм (род. 2 ноября 1977), женат с 15 апреля 2011 года на мисс Октавии Кристине Легг (род. 3 февраля 1980), дочери Кристофера Лега и Сары Гилмор Маршал из Кингсклера, Хэмпшир.
- Леди Луиза Элизабет Таунсенд (род. 23 июля 1979), замужем с 2006 года за Эдсоном Да Пейшао.

6 декабря 1990 года Чарльз Джордж Таунсенд женился вторым браком на Элисон Маршалл, урождённой Комбс, дочери сэра Уиллиса Иде Комбса, кавалера Королевского Викторианского ордена. Второй брак был бездетным.
Нынешний маркиз носит вспомогательные титулы 11-го виконта Таунсенда из Рейнхэма в графстве Норфолк (создан в 1682 году) и 11-го барона Таунсенда из Линн-Реджиса в графстве Норфолк (создан в 1661 году), оба титула являются Пэрством Англии. Он также 13-й баронет из Рейнхэма в графстве Норфолк (создан в 1617 году). Поскольку вспомогательные титулы носят то же имя, что и основной титул, титул виконта упоминается как «виконт Рейнхэм», а баронство — «барон Линн».
Семейное поместье — Рейнхэм-Холл в Фейкенхэме, графство Норфолк.